# Basilius Petritz
Basilius Petritz (getauft am 20. Maijul. / 30. Mai 1647greg. in Großenhain; † 6. September 1715 in Dresden) war von 1694 bis 1713 Kreuzkantor in Dresden.

## Leben
Petritz war von 1661 bis 1671 Alumne an der Thomasschule in Leipzig und studierte daraufhin an der Universität Leipzig. Er wurde 1677 Nachfolger des späteren Thomaskantors Johann Schelle als Kantor an der Nikolaikirche in Eilenburg, wo er prägenden Einfluss auf den jungen Friedrich Wilhelm Zachow hatte. Diese Stelle hatte er bis zu seiner Bewerbung um das Kreuzkantorat 1694 inne.
Schon am Tag nach seiner Vorstellung erstellte der Rat der Stadt Dresden am 21. Juli 1694 seine Berufungsurkunde. Über die Amtszeit Petritz' haben sich keine Nachrichten erhalten. Offenbar kränkelte er in seinen letzten Lebensjahren, denn sein künftiger Nachfolger Johann Zacharias Grundig übernahm zunehmend seine Aufgaben, die ihm, abgesehen vom Schuldienst, im Dezember 1713 vom Rat offiziell übertragen wurden, während Petritz mit zwei Dritteln seiner Einkünfte in der Kantoratswohnung bleiben durfte. Petritz starb 1715 in Dresden und wurde auf dem zweiten Annenkirchhof beigesetzt.
Einer von Petritz' Söhnen wirkte als Kantor in der St.-Annen-Kirche.

## Kompositionen
- Die Herrlichkeit des Herrn.